# Sulligent
Sulligent is een plaats (city) in de Amerikaanse staat Alabama, en valt bestuurlijk gezien onder Lamar County.

## Demografie
Bij de volkstelling in 2000 werd het aantal inwoners vastgesteld op 2151.
In 2006 is het aantal inwoners door het United States Census Bureau geschat op 1985, een daling van 166 (-7,7%).

## Geografie
Volgens het United States Census Bureau beslaat de plaats een oppervlakte van
20,3 km², geheel bestaande uit land. Sulligent ligt op ongeveer 99 m boven zeeniveau.

## Plaatsen in de nabije omgeving
De onderstaande figuur toont de plaatsen in een straal van 32 km rond Sulligent.